# Koło
Koło (Duits 1939-1941: Wartbrücken, 1941-1945: Warthbrücken) is een stad in het Poolse woiwodschap Groot-Polen, gelegen in de powiat Kolski. De oppervlakte bedraagt 13,85 km², het inwonertal 23.334 (2005).

## Verkeer en vervoer
- Station Koło

## Geboren
- Chajm Engel (1916-2003), Overlevende van vernietigingskamp Sobibor

Stadsdistricten:
Kalisz · Konin · Leszno · Poznań

Districten:
Chodzież · Czarnków · Gniezno · Gostyń · Grodzisk Wielkopolski · Jarocin · Kalisz · Kępno · Koło · Konin · Kościan · Krotoszyn · Leszno · Międzychód · Nowy Tomyśl · Oborniki · Ostrów Wielkopolski · Ostrzeszów · Piła · Pleszew · Poznań · Rawicz · Słupca · Środa Wielkopolska · Śrem · Szamotuły · Turek · Wągrowiec · Wolsztyn · Września · Złotów

Grootste steden:
Gniezno · Jarocin · Kalisz · Koło · Konin · Kościan · Krotoszyn · Leszno · Luboń · Ostrów Wielkopolski · Piła · Poznań · Śrem · Swarzędz · Turek · Wągrowiec · Września